# Stelis roseopunctata
Espèce
Synonymes
- Crocodeilanthe elegans (Kunth) Luer
- Dendrobium elegans Kunth
- Humboltia elegans (Kunth) Kuntze
- Pleurothallis elegans (Kunth) Lindl.
- Pleurothallis roseopunctata Lindl.
- Specklinia elegans Lindl.
- Stelis elegans (Kunth) Pridgeon & M.W.Chase

Stelis roseopunctata est une espèce de plantes à fleurs de la famille des Orchidaceae (les orchidées) décrite de Colombie.

## Synonymie
Il faut noter que Stelis elegans (Kunth) Pridgeon & M.W.Chase est un synonyme de Stelis roseopunctata. Stelis elegans Luer & R.Vásquez est une espèce séparée.

## Publications originales
- Lindley J., 1846. Orchid. Linden.: 2.
- (en) Bernal R., Gradstein S.R. and Celis M., 2015. New names and new combinations for the Catalogue of the Plants and Lichens of Colombia. Phytoneuron 2015-22: 1–6,  (ISSN 2153-733X), description: p. 5.